# 盧紀燁
盧紀燁（1980年—），花蓮壽豐人，自稱灰色的獵人，中華民國政治人物，曾創立農業型社會企業，與張善政在花蓮結識，張善政參與競選桃園市長期間，盧紀燁擔任其司機、隨行秘書，後獲得張善政提拔任桃園市政府資訊科技局（機要）專門委員工作。2023年3月，因擺拍狒狒事件引起社會輿論批評而請辭獲准。

## 學歷
國立東華大學企業管理學系博士班財務金融組，國立東華大學企業管理學系碩士

## 生平
盧紀燁早年在台北工作，從事資訊相關工作。2009年，因父親生病而返鄉務農，透過資訊系統及無人機協助農事，集結花蓮小農、建立網路販售平台，提昇小農收入而於2015年入選「第一屆百大青年農民」
盧紀燁從事農業期間，曾以「驅鳥護稻」的概念，進口栗翅鷹取代其他猛禽，希望藉由栗翅鷹趕走鳥損，讓農民降低使用藥物毒鳥，此舉引發正反兩面意見，支持者採「生物防治概念」切入，反對者則擔心一旦逃逸可能會影響生態。

## 政治生涯
2022年，盧紀燁加入張善政競選團隊，協助張善政角逐桃園市長。盧紀燁擔任其司機，曾不慎擦撞未成年騎士。
2022年12月，張善政順利當選桃園市長後，盧紀燁入桃園市政府資訊科技局，擔任機要專門委員一職。2023年3月，盧紀燁因擺拍狒狒「要給女兒看」，並發文概述捉捕狒狒過程，問時任東華大學校長趙涵捷「這樣可以抵博士生一門專業課程嗎？」，因引發爭議，盧紀燁隨後請辭。